# فرانثيسكو دي كوسيو
فرانثيسكو دي كوثيو مارتينيث-فورتون (سبولبيدا، 12 مايو 1887 - شقوبية، 31 مايو 1975) كان صحفيًا وكاتبًا إسبانيًا، وعضوًا في الأكاديمية الملكية للفنون الجميلة، ومديرًا للمتحف الوطني للنحت في بلد الوليد. كان له شقيقان يعملان في مجال الفنون والأدب: خوسيه ماريا دي كوثيو، كاتب وباحث في شؤون مصارعة الثيران، وماريانو دي كوثيو، رسام.

## سيرته الذاتية
وُلِد في عائلة أرستقراطية، وكان حفيدًا للجنرال الكارلي ليون مارتينيث فورتون. تدعم أعمال فرانثيسكو دي كوثيو ثلاثون كتابًا وأكثر من سبعة آلاف مقال منشورة في الصحافة. انضم إلى الأكاديمية الملكية للفنون الجميلة للتصميم البسيط في بلد الوليد عام 1919، وكان أيضًا أمينًا عامًا لأكاديمية سان فرناندو في مدريد.
عُيِّن مديرًا لمتحف الفنون الجميلة الإقليمي في بلد الوليد عام 1919، وبالتعاون مع رئيس الأساقفة ريخيميو غانداثيغوي والمعماري خوان أغابيتو إي ريبيا، قام بجرد واستعادة جزء كبير من التراث الديني التاريخي لمدينة بلد الوليد، الذي كان قد تقلص ظهوره في الشوارع بعد المصادرات. أقاله نظام بريمو دي ريفيرا من منصبه، لكنه عاد إليه عام 1931. وفي عام 1933، رُفِعَت المؤسسة إلى فئة "المتحف الوطني للنحت"، واستمر في إدارته حتى عام 1959.
برز ككاتب مسرحي من خلال أعماله: في الأرض الطاهرة (1917، دراما) عُرضت في مسرح كالديرون دي لا باركا في بلد الوليد عندما كان عمره ثلاثين عامًا؛ رومان، الثري (1928، دراما)؛ دمية العرض (1941، كوميديا) في مسرح كالديرون في مدريد؛ أدريانا (1943، كوميديا)؛ بيت الزجاج (1946، كوميديا)؛ امرأة لا يملكها أحد (1947، كوميديا) والحقيقة تأتي متأخرة (1949، كوميديا).
عمل كصحفي بشكل أساسي في صحيفة إل نورتي دي كاستيا في بلد الوليد، التي شغل منصب مديرها بين عامي 1931 و1943، كما شغل أيضًا منصب نائب مدير صحيفة ABC. خلال الحرب الأهلية الإسبانية، دافع في صفحات إل نورتي دي كاستيا عن قضية الجبهة المتمردة. فعلى سبيل المثال، بعد سيطرة القوات الفرنكوية على مدينة لاردة في 3 أبريل 1938، كتب مقالًا بعنوان «أنوار الخاتمة» دعا فيه الجمهورية إلى الاستسلام، معتبرًا أن الاستمرار في «مقاومة عقيمة ودامية» لم يكن له جدوى.